# Vòng loại Giải vô địch bóng đá thế giới 1994 – Khu vực châu Âu (Bảng 4)
Các trận đấu vòng loại Bảng 4 của khu vực châu Âu (UEFA) trong vòng loại giải vô địch bóng đá thế giới 1994 diễn ra từ tháng 4 năm 1992 đến tháng 11 năm 1993. Các đội thi đấu theo thể thức sân nhà - sân khách với đội đứng nhất và đứng nhì giành 2 trong 12 suất tham dự vòng chung kết giải đấu được phân bổ cho khu vực châu Âu. Bảng 4 bao gồm Bỉ, Síp, Tiệp Khắc, Quần đảo Faroe, România, và Wales. Vào ngày 1 tháng 1 năm 1993, Tiệp Khắc tách ra thành Cộng hòa Séc và Slovakia; hai quốc gia hoàn thành vòng loại với tư cách một đội dưới tên Đại diện của Cộng hòa Séc và Slovakia.

## Bảng xếp hạng
| VT | Đội                                   | ST | T | H | B  | BT | BB | HS  | Đ  | Giành quyền tham dự                                    |     |     |     |     |     |     |     |
| -- | ------------------------------------- | -- | - | - | -- | -- | -- | --- | -- | ------------------------------------------------------ | --- | --- | --- | --- | --- | --- | --- |
| 1  | România                               | 10 | 7 | 1 | 2  | 29 | 12 | +17 | 15 | Giành quyền tham dự Giải vô địch bóng đá thế giới 1994 |     | —   | 2–1 | 1–1 | 5–1 | 2–1 | 7–0 |
| 2  | Bỉ                                    | 10 | 7 | 1 | 2  | 16 | 5  | +11 | 15 | Giành quyền tham dự Giải vô địch bóng đá thế giới 1994 |     | 1–0 | —   | 0–0 | 2–0 | 1–0 | 3–0 |
| 3  | Đại diện của Cộng hòa Séc và Slovakia | 10 | 4 | 5 | 1  | 21 | 9  | +12 | 13 |                                                        |     | 5–2 | 1–2 | —   | 1–1 | 3–0 | 4–0 |
| 4  | Wales                                 | 10 | 5 | 2 | 3  | 19 | 12 | +7  | 12 |                                                        | 1–2 | 2–0 | 2–2 | —   | 2–0 | 6–0 |     |
| 5  | Síp                                   | 10 | 2 | 1 | 7  | 8  | 18 | −10 | 5  |                                                        | 1–4 | 0–3 | 1–1 | 0–1 | —   | 3–1 |     |
| 6  | Quần đảo Faroe                        | 10 | 0 | 0 | 10 | 1  | 38 | −37 | 0  |                                                        | 0–4 | 0–3 | 0–3 | 0–3 | 0–2 | —   |     |

1. ↑  Trong vòng loại Tiệp Khắc tách ra thành Cộng hòa Séc và Slovakia. Hai quốc gia hoàn thành vòng loại dưới tên "Đại diện của Cộng hòa Séc và Slovakia".

### Kết quả
| Bỉ          | 1–0      | Síp |
| ----------- | -------- | --- |
| Wilmots 24' | Chi tiết |     |

| România                                                                       | 7–0      | Quần đảo Faroe |
| ----------------------------------------------------------------------------- | -------- | -------------- |
| Balint 4', 40', 78' · Hagi 14' · Lǎcǎtuş 28' (ph.đ.) · Lupescu 44' · Pană 55' | Chi tiết |                |

| România                                     | 5–1      | Wales    |
| ------------------------------------------- | -------- | -------- |
| Hagi 5', 35' · Lupescu 7', 24' · Balint 31' | Chi tiết | Rush 50' |

| Quần đảo Faroe | 0–3      | Bỉ                            |
| -------------- | -------- | ----------------------------- |
|                | Chi tiết | Albert 30' · Wilmots 65', 71' |

| Quần đảo Faroe | 0–2      | Síp                             |
| -------------- | -------- | ------------------------------- |
|                | Chi tiết | Sotiriou 30' · Papavasiliou 58' |

| Tiệp Khắc  | 1–2      | Bỉ                                      |
| ---------- | -------- | --------------------------------------- |
| Kadlec 77' | Chi tiết | Chovanec 45' (l.n.) · Czerniatynski 83' |

| Wales                                                        | 6–0      | Quần đảo Faroe |
| ------------------------------------------------------------ | -------- | -------------- |
| Rush 5', 64', 89' · Saunders 28' · Bowen 37' · Blackmore 71' | Chi tiết |                |

| Tiệp Khắc                                          | 4–0      | Quần đảo Faroe |
| -------------------------------------------------- | -------- | -------------- |
| Nemeček 23' · Kuka 84', 86' · Dubovsky 90' (ph.đ.) | Chi tiết |                |

| Bỉ         | 1–0      | România |
| ---------- | -------- | ------- |
| Smidts 27' | Chi tiết |         |

| Síp | 0–1      | Wales      |
| --- | -------- | ---------- |
|     | Chi tiết | Hughes 51' |

| România        | 1–1      | Tiệp Khắc           |
| -------------- | -------- | ------------------- |
| Dumitrescu 49' | Chi tiết | Nemeček 82' (ph.đ.) |

| Bỉ                         | 2–0      | Wales |
| -------------------------- | -------- | ----- |
| Staelens 53' · Degryse 58' | Chi tiết |       |

| Síp                | 1–4      | România                                             |
| ------------------ | -------- | --------------------------------------------------- |
| Pittas 39' (ph.đ.) | Chi tiết | Popescu 4' · Răducioiu 36' · Hagi 73' · Hanganu 86' |

| Síp | 0–3      | Bỉ                        |
| --- | -------- | ------------------------- |
|     | Chi tiết | Scifo 2', 5' · Albert 87' |

| Síp          | 1–1      | Đại diện của Cộng hòa Séc và Slovakia |
| ------------ | -------- | ------------------------------------- |
| Sotiriou 47' | Chi tiết | Moravčik 33'                          |

| Wales                | 2–0      | Bỉ |
| -------------------- | -------- | -- |
| Giggs 18' · Rush 39' | Chi tiết |    |

| România             | 2–1      | Síp          |
| ------------------- | -------- | ------------ |
| Dumitrescu 33', 55' | Chi tiết | Sotiriou 23' |

| Síp                                         | 3–1      | Quần đảo Faroe |
| ------------------------------------------- | -------- | -------------- |
| Xiourouppas 7' · Sotiriou 43' · Ioannou 75' | Chi tiết | Arge 82'       |

| Đại diện của Cộng hòa Séc và Slovakia | 1–1      | Wales      |
| ------------------------------------- | -------- | ---------- |
| Látal 41'                             | Chi tiết | Hughes 31' |

| Bỉ                                   | 3–0      | Quần đảo Faroe |
| ------------------------------------ | -------- | -------------- |
| Wilmots 33', 76' · Scifo 50' (ph.đ.) | Chi tiết |                |

| Đại diện của Cộng hòa Séc và Slovakia           | 5–2      | România            |
| ----------------------------------------------- | -------- | ------------------ |
| Vrabec 13' · Látal 37' · Dubovský 58', 84', 90' | Chi tiết | Răducioiu 26', 55' |

| Quần đảo Faroe | 0–3      | Wales                               |
| -------------- | -------- | ----------------------------------- |
|                | Chi tiết | Saunders 22' · Young 31' · Rush 69' |

| Quần đảo Faroe | 0–3      | Đại diện của Cộng hòa Séc và Slovakia |
| -------------- | -------- | ------------------------------------- |
|                | Chi tiết | Hašek 3' · Poštulka 38', 44'          |

| Wales                | 2–2      | Đại diện của Cộng hòa Séc và Slovakia |
| -------------------- | -------- | ------------------------------------- |
| Giggs 21' · Rush 35' | Chi tiết | Kuka 16' · Dubovský 67'               |

| Quần đảo Faroe | 0–4      | România                      |
| -------------- | -------- | ---------------------------- |
|                | Chi tiết | Răducioiu 23', 58', 60', 76' |

| România                                | 2–1      | Bỉ                |
| -------------------------------------- | -------- | ----------------- |
| Răducioiu 67' (ph.đ.) · Dumitrescu 85' | Chi tiết | Scifo 88' (ph.đ.) |

| Wales                   | 2–0      | Síp |
| ----------------------- | -------- | --- |
| Saunders 70' · Rush 86' | Chi tiết |     |

| Đại diện của Cộng hòa Séc và Slovakia   | 3–0      | Síp |
| --------------------------------------- | -------- | --- |
| Dubovský 11' · Hapal 23' · Skuhravý 77' | Chi tiết |     |

| Wales        | 1–2      | România                  |
| ------------ | -------- | ------------------------ |
| Saunders 61' | Chi tiết | Hagi 32' · Răducioiu 83' |

| Bỉ | 0–0      | Đại diện của Cộng hòa Séc và Slovakia |
| -- | -------- | ------------------------------------- |
|    | Chi tiết |                                       |

## Cầu thủ ghi bàn
9 bàn
| - Florin Răducioiu |

8 bàn
| - Ian Rush |

6 bàn
| - Peter Dubovský |

5 bàn
| - Marc Wilmots - Gheorghe Hagi |

4 bàn
| - Enzo Scifo - Andreas Sotiriou | - Ilie Dumitrescu - Gavril Balint | - Dean Saunders |

3 bàn
| - Pavel Kuka - Ioan Lupescu |

2 bàn
| - Philippe Albert - Radoslav Látal | - Václav Němeček - Marek Poštulka | - Ryan Giggs - Mark Hughes |

1 bàn
| - Alexandre Czerniatynski - Marc Degryse - Rudi Smidts - Lorenzo Staelens - Yiannos Ioannou - Nikos Papavasiliou - Pambos Pittas - Panayiotis Xiourouppas | - Pavel Hapal - Ivan Hašek - Miroslav Kadlec - Ľubomír Moravčík - Tomáš Skuhravý - Petr Vrabec - Uni Arge - Ovidiu Hanganu | - Marius Lǎcǎtuş - Constantin Pană - Gheorghe Popescu - Clayton Blackmore - Mark Bowen - Eric Young |

1 bàn phản lưới nhà
| - Jozef Chovanec (trong trận gặp Bỉ) |